# ヘレーナ・フォン・エスターライヒ
ヘレーナ・フォン・エスターライヒ（Erzherzogin Helena von Österreich, 1543年1月7日 - 1574年3月5日）は、神聖ローマ皇帝フェルディナント1世の娘で、ハル女子修道院（Haller Damenstift）の共同創立者。

## 生涯
フェルディナント1世皇帝とその妻でハンガリー王・ボヘミア王ウラースロー2世の娘アンナの間の第14子、十女として生まれた。幼い頃からイエズス会による厳格なカトリック教育を受けた。病弱だったため父皇帝には結婚に適さないと見なされ、大勢の姉妹たちの中で唯一、幼い頃から修道院に入ることを定められていた。自らの意思で結婚を拒んで修道女となった2人の姉マグダレーナおよびマルガレーテと一緒にハル・イン・チロルに女子のための宗教施設を開いた。1574年に31歳で死去し、ハルのイエズス会教会に葬られた。

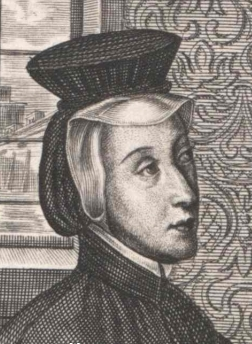
オーストリア大公女ヘレーナ